# 殷周革命
殷周革命（いんしゅうかくめい）は、殷から周へ政権が交代した易姓革命。

## 帝辛の治世
帝辛は聡明であったが、妲己と出会って以降、悪政を敷いたとされる。また、酒を注いだ池に肉を吊るし、そこに裸の男女を配置したり（酒池肉林）、油を塗った丸太を下から火で炙り、罪人を渡らせるという刑罰を妲己とともに楽しんだり（炮烙）したとされる。帝辛の様々な悪行に対し、叔父にあたる箕子・比干らは諌めたが（箕子の憂い）、いずれも退け、比干は殺された後に胸を切り開かれた。また、箕子は狂人の真似をして難を逃れた。
さらに、諫大夫なのに諫言をしない費仲や尤渾らを重用し、姫昌とともに三公の地位にあった九侯・鄂侯を正当な理由なく残虐に処刑し、姫昌の長男であった伯邑考を釜茹でにし、その死肉を入れた羹（汁物）を姫昌に食べさせ、そのことを明かしたともされる。
周代（春秋時代）に生きた孔子は、帝辛の治世は言われているほどのものではなかったという見解を示した。殷墟などで見つかっている甲骨文からは、人身御供の習慣を禁止したことが分かっている。また、酒池肉林とは人身御供に代わる神降ろしの儀式だったのではないか、重税を課して首都の朝歌にあった高塔・鹿台を宝物で一杯にしたとされるのは、通貨を発行しようとしていたのではないか、という説もある。東夷を討ったとあるが、このことが疲弊した殷を西方の周が背後から奇襲する機会を与えたともされる。また、周の領域においては、東方の蛮夷と連携を試みた甲骨文が出土している
。

## 西伯姫昌
帝辛の暴虐は周の姫昌も例外ではなく、崇侯虎の讒言により羑里に幽閉された。人質として殷に居た伯邑考が釜茹でに遭い、羹にされたのもこの幽閉中のことであったとされる。このことを切っ掛けに、殷を討つことを決意したとされているが、結局生前の放伐は成らなかった。しかしこれについては、姫昌が殷を討たずに世を正そうとしたと解釈され、儒教（儒学）に影響を与えた。
その後、姫昌は領地を献上して赦免され、代わりに西伯（殷の西方面の独立指揮権を持つ）に任じられた。このことから、姫昌は西伯昌とも呼ばれる。
姫昌はその後、北狄の犬戎・密須や、近隣の方国の盂を攻め、遂に晩年に崇侯虎を攻め滅ぼして領国の崇を併合した。しかし姫昌は殷に匹敵する国力を持ち合わせながらも、殷に従い続けた。また、姫昌に会いに孤竹の伯夷・叔斉が訪れたとされるが、周に着いた時には既に亡くなっていたという。

## 武王克殷
姫昌の次男の姫発は、父・姫昌に文王と追号し、自分は太子と名乗って殷打倒を目指した。呂尚の助けも借りつつ善政を敷き、遂に挙兵した。この時瑞兆が幾度も現れ、800諸侯が集まったとされるが、天の声により兵を退けた。この原因については諸説ある。
その2年の後、再び姫発は兵を挙げた。この時は戦車300乗、士官3000人、武装兵45000人が集まり、牧野において、殷兵70万と対峙したが、殷の諸侯軍や奴隷兵に戦意は無く、裏切りや逃走が相次ぎ、姫発は勝利した。首都の朝歌城にて帝辛は鹿台に登って焼身自殺し、殷の放伐はここに完了した。
こうして殷を滅ぼした姫発は歴代政権（神農氏・黄帝有熊氏・夏・殷）の子孫をそれぞれ封じた。そして大功のあった呂尚を始め家臣や親族も各地に封じ、諸侯国とした。その後、周は諸侯らに支えられ、東周滅亡まで数えると歴代最長の王朝となった。

## 殷周革命年表
- 紀元前1060年頃 帝辛の即位、妲己の寵愛
- 紀元前1060年頃 姫昌が幽閉され、長男伯邑考煮殺
- 紀元前1050年頃 姫発が継ぐ
- 箕子・比干の諫言、孟津の会盟
- 紀元前1046年頃 武王克殷の完了